# Alice Sabatini
Alice Sabatini (Orbetello, 12 ottobre 1996) è una cestista e modella italiana, vincitrice della 73ª edizione del concorso di bellezza Miss Italia 2015.

## Biografia
Nata ad Orbetello e cresciuta a Montalto di Castro, inizia l'attività in passerella a 5 anni. Ha giocato a pallacanestro nel Santa Marinella in serie A2. Esordisce come modella professionista ad AltaRoma Altamoda nel gennaio 2015 con l'agenzia romana Glamour Model Management di Mario Gori. È diplomata in biotecnologie sanitarie.

### Miss Italia 2015
Partecipa alla 76ª edizione del concorso di bellezza Miss Italia con la fascia di Miss Lazio, gareggiando con il numero 5. È incoronata a Jesolo nella notte tra il 20 e il 21 settembre 2015 dall'attore Claudio Amendola; la manifestazione, condotta da Simona Ventura, è stata trasmessa in diretta su LA7 e LA7d.
Ha conquistato anche le fasce di Miss Cinema, Miss Diva e Donna e Miss Compagnia della Bellezza, Miss Social diventando così la Miss che in assoluto ha vinto più titoli al Concorso di Miss Italia (5, compresa la fascia di Miss Italia 2015).

### Dal 2016 ad oggi
Il 23 e 24 luglio 2016 presenta assieme a Savino Zaba la ventunesima edizione del Premio Lunezia. Ritorna a giocare a pallacanestro nell'ottobre 2016 con le Stelle Marine di Ostia per il campionato di Serie B. Da settembre 2017 torna a giocare con il Santa Marinella.
Nel maggio 2018 fa il suo debutto come attrice prendendo parte alla commedia teatrale Un letto per quattro, diretta da Sebastiano Rizzo. Dal 12 ottobre dello stesso anno, poi, è entrata a far parte della redazione giornalistica di Eurosport per commentare da bordocampo le partite di basket maschile di Serie A.
Nel febbraio 2024 ritorna giocare a basket nella squadra Varese 95 nel campionato di Serie B.

### Vita privata
Dal 2017 è legata sentimentalmente con il cestista Gabriele Benetti e il 22 giugno 2024 si sono sposati, nella chiesa di Santa Maria in Castello a Tarquinia.

## Teatro
- Un letto per quattro, regia di Sebastiano Rizzo (2018)

## Televisione
- Miss Italia (LA7, 2015; Rai 1, 2019)[7]